# 陈翔鹤
陈翔鹤（1901年—1969年），男，四川重庆人，中国作家，中国作家协会理事，曾任四川大学教授，中国社会科学院文学研究所研究员。